# Heilgeiststraße 39 (Stralsund)

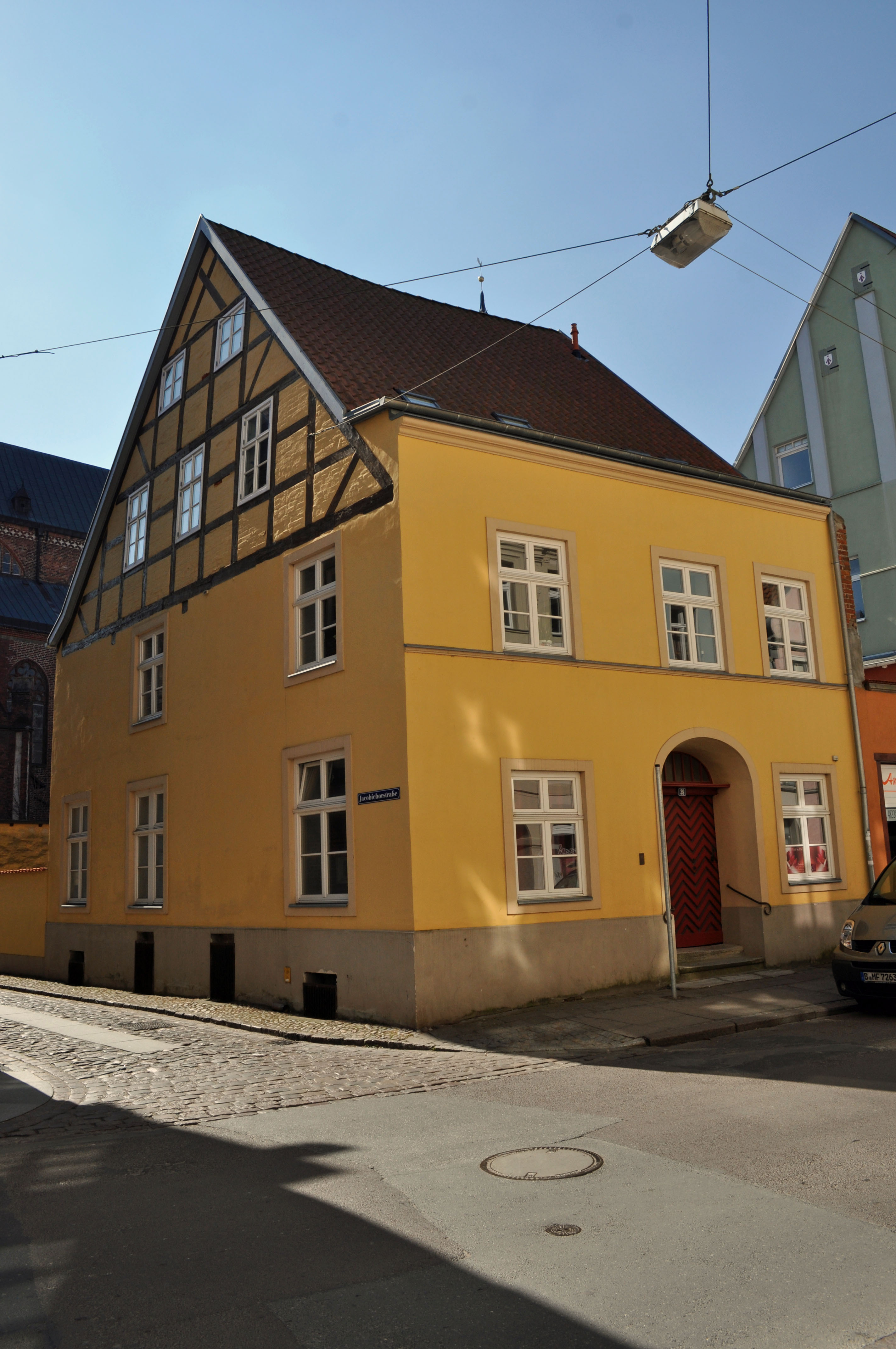
Das Haus Heilgeiststraße 39 in Stralsund (2012)

Das Gebäude mit der postalischen Adresse Heilgeiststraße 39 ist ein denkmalgeschütztes Bauwerk in der Heilgeiststraße in Stralsund, an der Ecke zur Jacobichorstraße.
Der zweigeschossige und dreiachsige Putzbau wurde in der ersten Hälfte des 18. Jahrhunderts errichtet.
Die Fassade des zur Heilgeiststraße traufständigen Hauses ist schlicht. Sie wurde im 19. Jahrhundert verändert. Von dem barocken Gebäude ist die zweiflügelige Haustür mit Rautengliederung im rundbogigen Portal erhalten.
Zur Jacobichorstraße zeigt der in Fachwerk ausgeführte Giebel.
Das Haus liegt im Kerngebiet des von der UNESCO als Weltkulturerbe anerkannten Stadtgebietes des Kulturgutes „Historische Altstädte Stralsund und Wismar“. In die Liste der Baudenkmale in Stralsund ist es mit der Nummer 329 eingetragen.